# Bierdniki (obwód niżnonowogrodzki)
Bierdniki (ros. Бердники) – wieś (sieło) w Rosji, w obwodzie niżnonowogrodzkim, w rejonie tonkińskim. W 2010 liczyła 414 mieszkańców.